# Font de la Figuereta (la Pobla de Segur)
La Font de la Figuereta és una font del terme de la Pobla de Segur, al Pallars Jussà. Pertanyia al poble de Gramuntill.
Està situada a 550 m. alt., a l'extrem nord-oriental del terme, dins de l'espai natural de Collegats. És al peu d'una cinglera, al costat de ponent de la carretera N-260, prop i al sud-oest de l'àrea de descans que hi ha en aquest lloc.